# Апекс (сміттєзвалище)
36°22′19″ пн. ш. 114°52′17″ зх. д. / 36.372° пн. ш. 114.8715° зх. д.
Регіональний полігон «Апекс» — це сміттєзвалище, розташоване в окрузі Кларк, штат Невада. Це найбільший полігон у світі за площею та об'ємом. На піку своєї продуктивності він може приймати 15 000 тонн відходів на день. Очікується, що за нинішніх темпів він зможе приймати відходи понад 250 років. Власником є Republic Services. Полігон розташований за межами міста Норт-Лас-Вегас.
Розміщений на північний схід від дороги I-15 поблизу перехрестя з трасою США 93, сміттєзвалище Apex має площу 9 км². Власником і оператором сміттєзвалища є компанія Republic Services.